# Непокорённые (повесть)
«Непокорённые» («Семья Тараса») — повесть Бориса Горбатова 1943 года, в которой повествуется о жизни на территории СССР, оккупированной фашистами.
Создавалась, по признанию автора, на основании непосредственных фактов, взятых из жизни людей, выдержавших тяжелейшие испытания на оккупированной территории СССР.
Фабульная канва этого произведения реминисцентна и отсылает к повести Н. В. Гоголя «Тарас Бульба».